# 松本市時計博物館

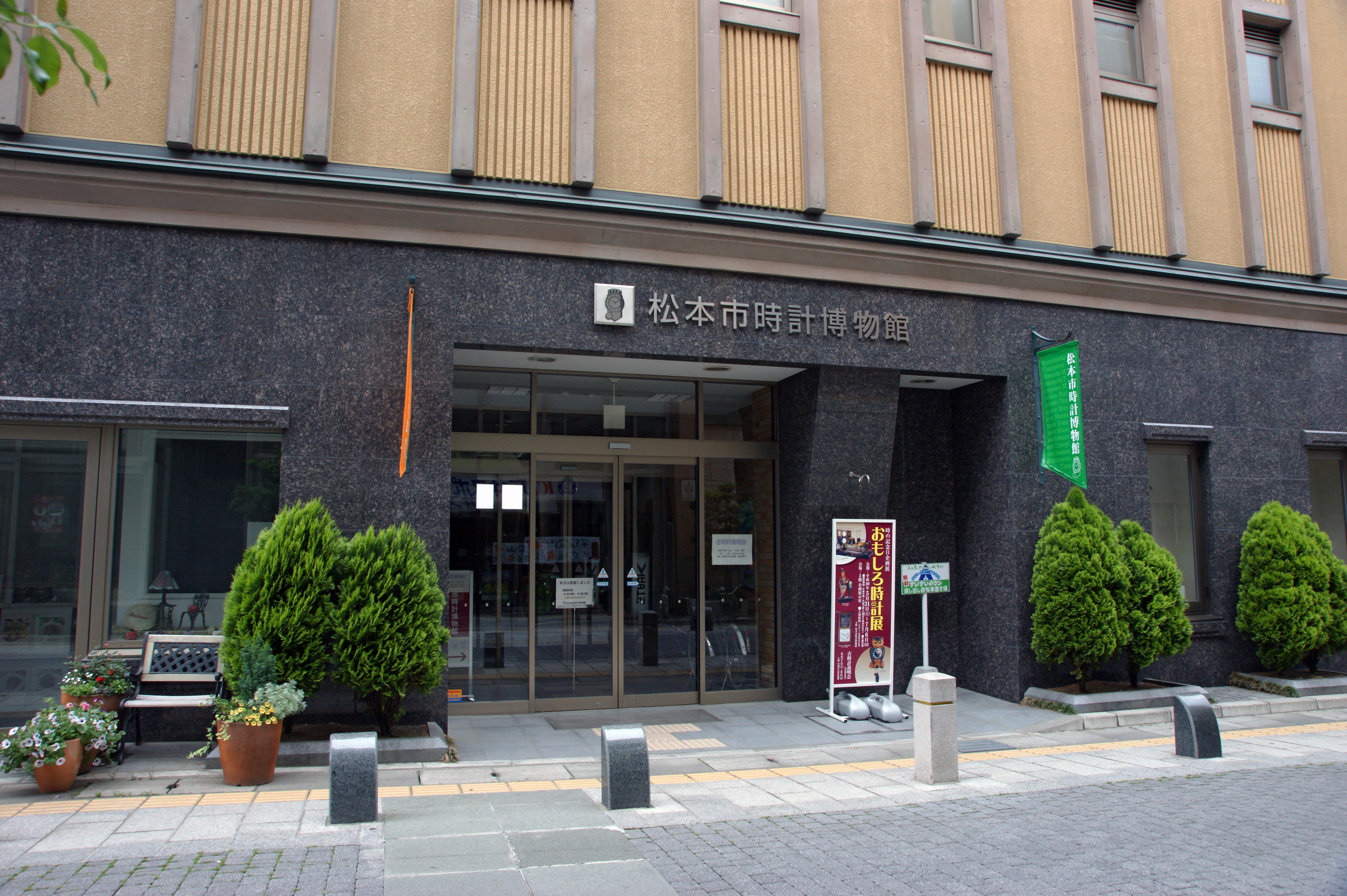
玄関

松本市時計博物館（まつもとしとけいはくぶつかん）は長野県松本市中央にある博物館。松本市立博物館の分館として2002年9月1日に開館した。

## 概要
1974年に時計コレクター本田親蔵（1896年-1985年）から寄贈されたコレクションを中心に約400点を所蔵し、うち110点を常設展示する。外壁に国内最大級（全長11m、振り子5.6m）の振り子時計が設置されている建物は、本町商店街振興組合、町会の本町ホールとの合築になっている。

## 施設
- 常設展示室1、2-1、2-2、2-3
- 企画展示室
- 古時計ロード
- 時計工房
- 講座室
- ミュージアムショップ
- ミュージアムカフェ

## 利用情報
- 開館時間 - 9：00～17：00
- 休館日 - 月曜日（祝日・振替休日の場合は開館、翌平日が休館）、年末年始（12月29日～1月3日）

## 建築概要
- 開館 - 2002年9月1日
- 構造 - RC造・地上4階（1-3階が時計博物館部分、4階が本町ホール）
- 敷地面積 - 443.99m2（318.74m2）括弧内は時計博物館部分
- 建築面積 - 385.47m2
- 延床面積 - 1,495.64m2（1,037.74m2）括弧内は時計博物館部分

## 交通アクセス
- JR・アルピコ交通 松本駅 徒歩10分
- アルピコ交通バスで大名町バス停下車。
- タウンスニーカー東コースの蔵のまち中町バス停からも近く、本町（松本駅行き専用）バス停も近い。

## 周辺
- 松本城
- 松本市立博物館
- 四柱神社
- 縄手通り商店街
- 八十二銀行松本営業部